# Os Imigrantes: Terceira Geração
Os Imigrantes: Terceira Geração é uma telenovela brasileira produzida e exibida pela Band entre 8 de junho e 1 de novembro de 1982, em 126 capítulos, substituindo Os Imigrantes e sendo substituída por Campeão. Escrita por Wilson Aguiar Filho e Renata Pallottini, sob direção de Atílio Riccó e Henrique Martins e supervisão artística de Antonino Seabra. É uma sequência de Os Imigrantes, contando a história dos netos da obra original.
Conta com Paulo Betti, Denise Del Vecchio, Jussara Freire, Yoná Magalhães, Ricardo Blat, John Herbert, Lília Cabral e João Carlos Barroso nos papéis principais.

## Produção
A ideia de continuar a saga dos imigrantes no Brasil mostrando as vidas de seus descendentes com o passar dos anos não deu certo, em parte pela escalação equivocada de alguns intérpretes - por exemplo, José Parisi Júnior, loiro, pelo moreno João Signorelli, ou ainda Denise Del Vecchio em vez de Lúcia Veríssimo na pele da esposa infeliz de De Salvio.

## Trama
Depois de várias décadas abrangidas na telenovela anterior, Os imigrantes, esta começa no fim da década de 1950, início da de 1960. André, neto do Antônio italiano, tem uma empresa construtora e está às voltas com a obra da nova capital, planejada pelo governo do presidente Juscelino Kubitschek. Seu casamento com Mariinha está em crise e ele acaba se envolvendo com a estrela de cinema internacional Dora Castillos.
Um outro elo entre os Antônios imigrantes e seus descendentes hoje é a presença de Mercedita, neta desaparecida da espanhola Mercedez, que tem um herança à sua espera e Vitória, filha de Cacilda, a empregada dos De Salvio, planejando que Cecília se faça passar por Mercedita para tomar posse da fortuna. Sem esquecer os herdeiros do Antônio português, que vivem hoje em dificuldades financeiras.

## Elenco
| Ator                 | Personagem                                    |
| -------------------- | --------------------------------------------- |
| Paulo Betti          | André di Salvio                               |
| Denise Del Vecchio   | Maria da Paz di Salvio (Mariinha)             |
| Jussara Freire       | Dora Castilhos                                |
| Yoná Magalhães       | Pilar Molina                                  |
| Ricardo Blat         | Ataliba                                       |
| John Herbert         | Ramón                                         |
| Lília Cabral         | Angelina Pereira                              |
| João Carlos Barroso  | Francisco Molina Júnior (Chiquinho)           |
| Dulce Conforto       | Andréia Assunção (Dedé) / Mercedita Hernandez |
| Déborah Seabra       | Cecília / falsa Mercedita                     |
| Eugênia Di Domênico  | Vitória                                       |
| Míriam Mehler        | Renata di Salvio                              |
| Taumaturgo Ferreira  | Tonico Pereira                                |
| Solange Couto        | Teca Pereira                                  |
| David Arcanjo        | Quinzinho Pereira                             |
| Mateus Carrieri      | Pedro Fortunato                               |
| Elizabeth Gasper     | Clara Assunção                                |
| Léa Camargo          | Léa                                           |
| Fábio Cardoso        | Francisco Molina                              |
| Antônio Grassi       | Clemente de Oliveira                          |
| João Signorelli      | Youssef Assad Júnior (Youssefinho)            |
| Luiz Armando Queiroz | Luiz                                          |
| Eduardo Abbas        | Otávio                                        |
| Emílio di Biasi      | Alberto de la Cerna                           |
| Roberto Orozco       | Antenor                                       |
| Abrahão Farc         | Domingues                                     |
| Zilda Pereira        | Tainá Paraguaçu                               |
| Geny Prado           | Cremilda                                      |
| Eduardo Abbas        | Otávio                                        |
| Hugo Della Santa     | Antonito                                      |
| Baby Garroux         | Pierina                                       |
| Ivana Bonifácio      | Bia                                           |
| Roberto Scudero      | Charles Burles                                |
| Aguiberto Santos     | Alberto                                       |
| Carlos Cambraia      | Delegado Cardoso                              |
| Dulce Muniz          | Adélia                                        |
| Rodrigo Matheus      | Paulo                                         |
| Afonso Nigro         | Frederico                                     |
| Virginie Boutaud     | Irma                                          |

### Participações especiais
| Ator               | Personagem   |
| ------------------ | ------------ |
| Norton Nascimento  | Afonso       |
| Ary Toledo         | Seu Querubim |
| Giuseppe Oristânio | Felipe       |
| Thales Pan Chacon  | Guilherme    |
| Felipe Levy        | Armando      |
| Oswaldo Campozana  | Oliver       |
| Márcia Corban      | Elza         |
| Cássia Stancatti   | Dulce        |
| Sérgio Buck        | Moacir       |
| Paulo Eudes        | Tenório      |
| Ciça Manzano       | Lu           |

## Reprises
Foi reprisada em 1991 pela manhã e em 1996 às 17h, ambas as vezes na sequência de Os imigrantes.